# 田口淳之介
田口 淳之介（たぐち じゅんのすけ、1985年〈昭和60年〉11月29日 - ）は、日本の男性歌手、タレント、YouTuber、プロ雀士、ポーカープレイヤー。
愛知県名古屋市生まれ、神奈川県相模原市育ち。株式会社『Immortal』所属。両利き（基本は左利き）。
男性アイドルグループ・KAT-TUNの元メンバー。KAT-TUNに在籍時はメンバーの中でコーラス（主に低音）を担当することも多かった。現在はNOMUZOのメンバーとしても活動。

## 略歴
1999年5月16日にジャニーズ事務所に入所。
2001年、『お前の諭吉が泣いている』で連続ドラマ初出演。同年に『ポップジャム』で堂本光一の専属バックダンサーとして結成されたKAT-TUNのメンバーに選ばれる。約5年間の活動を経て、2006年3月22日、シングル「Real Face」でCDデビューした。
2015年11月24日、「日テレ系音楽の祭典 ベストアーティスト」において、2016年春にKAT-TUNから脱退し、ジャニーズ事務所からも退所することを発表した。田口の脱退後については、関係者は「白紙状態」としており、中丸雄一は「具体的なビジョンは聞いていない」としていた。
2016年3月31日付で、KAT-TUNのメンバーを脱退し、ジャニーズ事務所を退社。同年9月1日、自身の公式サイトにて活動再開を発表。個人事務所の株式会社Immortalを設立（時期不明・法人番号指定年月日は2016年6月21日）。11月2日、インディーズシングル「HERO」でソロデビューした。
2017年2月14日、ユニバーサルミュージックと2年間の専属アーティスト契約を結び、メジャーデビューすることを発表。 
2018年12月1日、前日の11月30日を以ってユニバーサルミュージックとの契約を終了したことを発表した。
2022年11月下旬、タイのBLドラマの主演に内定したことを発表した。
2024年1月16日、自身がプロデュースするビストロカフェ・レストラン「Junno's Table」をオープン、同年8月にはイケメンカフェにリニューアルするも客足は伸びず12月30日に閉店した。

### プロ雀士として
2022年3月5日、日本プロ麻雀協会21期前期生プロテスト合格を発表。リーグ戦・放送対局などで、プロ雀士としての活動を精力的に行っている。

## 不祥事
2019年5月22日、厚生労働省麻薬取締部に大麻取締法違反の疑いで交際相手の小嶺麗奈と共に逮捕された。6月5日、東京地検により大麻取締法違反（所持）の罪で起訴され、7日、保釈された。10日、公式サイトを更新し、謝罪の言葉を述べるとともに、芸能活動を休止、7月から予定されていたライブツアーの中止を発表した。7月11日、東京地裁で初公判が開かれ、田口は起訴内容を認めた。検察側は懲役6か月を求刑し、即日結審した。7月30日に予定されていた判決公判は、検察側が変更を請求したため期日が延期された。これを受け、弁護人が勾留取り消しを請求し、東京地裁は勾留を取り消す決定をした。この決定で保釈の状態ではなくなるため、保釈保証金300万円は返金される。10月21日、判決公判が行われ、小嶺と共に懲役6か月・執行猶予2年の判決が言い渡された。
同年11月4日、活動再開を発表。12月3日、ファンミーティングを開催し、活動を再開した。

## ディスコグラフィ

### シングル
|                  | 発売日        | タイトル  | 規格品番    | 規格品番  | 規格品番  | オリコン 最高位 |
| 初回限定盤A      | 発売日        | タイトル  | 初回限定盤B | 通常盤    |           | オリコン 最高位 |
| ---------------- | ------------- | --------- | ----------- | --------- | --------- | --------------- |
| インディーズ 1st | 2016年11月2日 | HERO      | PROJ-5021   | PROJ-5022 | PROJ-5023 | 18位            |
| メジャー 1st     | 2017年4月5日  | Connect   | UPCH-7257   |           | UPCH-5906 | 17位            |
| インディーズ 2nd | 2019年11月7日 | Voices    | -           |           | -         | -               |
| インディーズ 3rd | 2021年3月31日 | Stay True | -           |           | -         | -               |

### アルバム
|                  | 発売日         | タイトル           | 規格品番    | 規格品番    | 規格品番  | 規格品番  | オリコン 最高位 |
| 初回限定盤A      | 発売日         | タイトル           | 初回限定盤B | 初回限定盤C | 通常盤    |           | オリコン 最高位 |
| ---------------- | -------------- | ------------------ | ----------- | ----------- | --------- | --------- | --------------- |
| メジャー 1st     | 2017年9月13日  | DIMENSIONS         | UPCH-7332   | UPCH-7348   | UPCH-7349 | UPCH-2132 | 16位            |
| インディーズ 1st | 2019年11月29日 | COSMOS CITY        | -           | -           | -         | -         | -               |
| インディーズ 2nd | 2020年6月10日  | ジュウゴノシンゾウ | -           | -           | -         | -         | -               |
| インディーズ 3rd | 2021年7月7日   | 9 carat Diamonds   | -           | -           | -         | -         | -               |

### 映像作品
|         | 発売日       | タイトル                                      | 規格品番  | 規格品番  |
| Blu-ray | 発売日       | タイトル                                      | DVD       |           |
| ------- | ------------ | --------------------------------------------- | --------- | --------- |
| 1st     | 2018年6月6日 | DIMENSIONS ～JUNNOSUKE TAGUCHI LIVE TOUR 2018 | UPXY-6068 | UPBY-5068 |

## 出演
単独出演のみ。グループでの出演はKAT-TUN#出演を参照。

### テレビドラマ
- お前の諭吉が泣いている（2001年1月11日 - 3月15日、テレビ朝日）土方春樹 役
- 少年は鳥になった（2001年、TBS）
- がんばっていきまっしょい 第4話 - 第10話（2005年7月26日 - 9月13日、関西テレビ）中田三郎 役
- Happy!（2006年4月7日、TBS）鳳圭一郎 役
  - Happy!2（2006年12月26日）
- 花嫁とパパ（2007年4月10日 - 6月26日、フジテレビ）三浦誠二 役
- 有閑倶楽部（2007年10月16日 - 12月18日、日本テレビ）美童グランマニエ 役
- こちら葛飾区亀有公園前派出所 第3話（2009年8月15日、TBS） 荒木格之進 役
- 犬を飼うということ〜スカイと我が家の180日〜（2011年4月15日 - 6月10日、テレビ朝日） 堀田克彦 役
- リーガル・ハイ（2012年4月17日 - 6月26日、フジテレビ）加賀蘭丸 役
  - リーガル・ハイ スペシャル（2013年4月13日）
  - リーガルハイ（シーズン2）（2013年10月9日 - 12月18日）
  - リーガルハイ・スペシャル（2014年11月22日）
- 遅咲きのヒマワリ〜ボクの人生、リニューアル〜（2012年10月23日 - 12月25日、フジテレビ）青山薫 役
- 七つの会議（2013年7月17日 - 8月3日、NHK）佐伯浩光 役
- きょうは会社休みます。（2014年10月15日 - 12月17日、日本テレビ）大城壮 役

### 映画
- 模倣犯（2002年）塚田真一 役
- 僕のなかのブラウニー（2025年1月3日）高田聡太 役[21]

### 舞台
- NO WORDS, NO TIME〜空に落ちた涙〜（2013年1月18日 - 2月5日、東京グローブ座 / 2月8日 - 2月12日、森ノ宮ピロティホール) 主演・青年 役 ※東山紀之とのW主演
- フォレスト・ガンプ（2014年5月30日 - 6月22日、東京グローブ座 / 6月25日 - 6月29日、森ノ宮ピロティホール) 主演・フォレスト役

### バラエティ番組
- 所さんのニッポンの出番!（2014年10月21日 - 2016年3月15日、TBS）

### ラジオ番組
- TAG-TUNE DRIVING（2012年 - 2015年、TOKYO FM）
- KAT-TUNのがつーん (2012年 - 2016年3月、文化放送）
- 田口淳之介の電波工作 (2019年1月6日 - 3月24日、朝日放送ラジオ）
- 田口淳之介のでらゆるラジオ（2023年4月12日 -、MID-FM）

### CM
CMバリエーション、共演者に関してはKAT-TUN#CMを参照。
- ロッテ
  - クランキー（2002年 - ）
  - プラスX（2003年 - ）
  - コロガリータ（2006年 - ）

- ロート製薬
  - もぎたて果実（2005年）
  - ロートCキューブ（2005年 - ）
  - セセラ（2007年）

- スカイパーフェクト・コミュニケーションズ
  - SKY PerfecTV!（2006年）
  - スカパー！アンテナ取付け0円キャンペーン（2006年）

- NTTドコモ
  - new 9 シリーズ（2006年）
  - FOMA903i（2006年）

- ガンホー・オンライン・エンターテイメント
  - パズドラZ（2013年）

- ナチュラリ（NATURALI、カラーコンタクトレンズ）（2017年）[22]

### コンサート
| JUNNOSUKE TAGUCHI LIVE TOUR 2018「DIMENSIONS」 | JUNNOSUKE TAGUCHI LIVE TOUR 2018「DIMENSIONS」 | JUNNOSUKE TAGUCHI LIVE TOUR 2018「DIMENSIONS」 | JUNNOSUKE TAGUCHI LIVE TOUR 2018「DIMENSIONS」 |
| 年                                             | 月日                                           | 都市                                           | 会場                                           |
| ---------------------------------------------- | ---------------------------------------------- | ---------------------------------------------- | ---------------------------------------------- |
| 2018年                                         | 1月24日                                        | 愛知                                           | Zepp Nagoya                                    |
| 2018年                                         | 2月1日                                         | 大阪                                           | Zepp Osaka Bayside                             |
| 2018年                                         | 2月2日                                         | 福岡                                           | スカラエスパシオ                               |
| 2018年                                         | 2月8日                                         | 東京                                           | Zepp Tokyo                                     |

### ライブ
- 2018年3月3日 台北 ATT SHOWBOX[23]

### ファンミーティング
- 2018年3月4日 香港 MusicZone E-Max（九龍灣國際展貿中心）[23]

## 作品

### ソロ曲
- サムライ☆ラブ☆アタック（KAT-TUNの2枚目のアルバム『cartoon KAT-TUN II You』に収録）
- 夏の場所（KAT-TUNの7枚目のシングル『DON'T U EVER STOP』初回限定盤1に収録）
- WIND（KAT-TUNの4枚目のアルバム『Break the Records -by you & for you-』に収録）
- LOVE MUSIC（KAT-TUNの5枚目のアルバム『NO MORE PAIИ』に収録）
- GIRLS（「NTT presented by Junnosuke Taguchi」名義。KAT-TUNの13枚目のシングル『CHANGE UR WORLD』初回限定盤2に収録）
- FINALE（KAT-TUNの6枚目のアルバム『CHAIN』に収録）
- FLASH（KAT-TUNの21枚目のシングル『FACE to Face』通常盤初回プレス仕様収録)
- WHENEVER I KISS YOU（KAT-TUNの8作目のアルバム『come Here』に収録）

### 未CD化楽曲
- ビバップタイム（ライブコンサート『Spring 05 Looking KAT-TUN』にて披露。）
- 夜明け前（ライブコンサート『Looking KAT-TUN 2005ing』にて披露。）
- 誓心（ライブコンサート『Live of KAT-TUN ‘‘Real Face’’』にて披露。）

### 参加作品
- SPECIAL HAPPINESS （「亀梨和也 & 田口淳之介」KAT-TUNの1作目のアルバム『Best of KAT-TUN』に収録）

- キラリト （「田口淳之介 & 中丸雄一」 KAT-TUNの24作目のシングル『KISS KISS KISS』初回限定盤2に収録）